# دانیل آندرشون
دانیل آندرشون (سوئدی: Daniel Andersson؛ زادهٔ ۲۸ اوت ۱۹۷۷) بازیکن فوتبال اهل سوئد است.

## تیم ملی
وی همچنین در تیم ملی فوتبال سوئد بازی کرده است.